# Kwiryniusz
Publiusz Sulpicjusz Kwiryniusz (łac. Publius Sulpicius Quirinius, grec. Κυρήνιος – Kyrenios; ur. ok. 51 p.n.e., zm. 21 n.e.) – rzymski dowódca wojskowy i senator z czasów początku pryncypatu. Jest wzmiankowany w Ewangelii Łukasza w związku z narodzeniem Jezusa Chrystusa.

## Początek kariery
Kwiryniusz urodził się w Lanuvio, mieście latyńskim leżącym niedaleko od Rzymu. Był homo novus, czyli pierwszym w rodzinie, który sprawował wysoki urząd. Służył w rzymskiej armii i możliwe, że uczestniczył w kampanii Augusta, której kulminacją była bitwa pod Akcjum w 31 p.n.e. W następnej dekadzie służył zapewne w Hiszpanii. Kwiryniusz około 14 p.n.e. został prokonsulem prowincji zwanej Kreta i Cyrenajka (Creta et Cyrenaica), gdzie podbił Marmarydów, mieszkańców Marmaryki, krainy leżącej między Egiptem a Cyrenajką. Skutecznie walczył też z Garamantami, szczepem berberyjskim, zamieszkującym tereny na południe od Trypolisu. Mógł wrócić z przydomkiem Marmarikus, lecz był zbyt skromny w ocenie swego zwycięstwa. W 12 p.n.e. sprawował godność konsula wraz z Messalą Appianusem, ale, jako że ten zmarł na początku swojego urzędowania, jego kolegą na urzędzie został Valgius Rufus, znany poeta.

## Wojna z Homonadensami
Następnie Kwiryniusz zarządzał jakąś prowincją, ponieważ w Cylicji prowadził zwycięską wojnę z bandyckim plemieniem Homonadensów (między 11 a 3 p.n.e.). Prawdopodobnie był wtedy namiestnikiem Galacji. W 6 p.n.e. Cornutus Arruntius Aquila, ówczesny namiestnik tej prowincji, ostatecznie zakończył budowę drogi, którą na cześć cesarza nazwał Via Sebaste, a swoje imię umieścił na kamieniach milowych. Wśród historyków nie ma powszechnej zgodności, czy wojna odbyła się przed, czy po zbudowaniu tej drogi. Ze względu na trudne warunki geograficzne oraz wojowniczy charakter plemienia, wojna nie należała do łatwych. Musiała trwać co najmniej dwa lata oraz wymagać dwóch, trzech legionów. Kampania Kwiryniusza polegała na żmudnym zdobywaniu, jedno po drugim, czterdziestu czterech ufortyfikowanych twierdz, ukrytych pośród trudnych górzystych dolin, włączając stolicę Omanę. Pokonał mieszkańców głodem oraz pojmał żywcem cztery tysiące mężczyzn i przesiedlił do sąsiednich miast. W ten sposób Homonadensowie jako plemię przestali istnieć. Kwiryniusz został za to nagrodzony w Rzymie odznakami triumfalnymi (Ornamenta triumphalia).

## Kierownik Gajusza Cezara
Jeżeli inskrypcja na kamieniu tyburtyńskim mówi o Kwiryniuszu, to oznacza, że następnie był prokonsulem prowincji Azji (możliwe, że w 1/2 n.e.). W czasie gdy Tyberiusz przebywał na dobrowolnym wygnaniu na wyspie Rodos, Kwiryniusz złożył mu pochlebną wizytę. W bliżej nieznanym nam czasie poślubił Appię Klaudię, siostrę Messali Appianusa, który był jego konsularnym kolegą. Następnie ok. 2 n.e. ożenił się z Emilią Lepidą, która początkowo miała być przeznaczona na małżonkę Lucjusza Cezara, wnuka Oktawiana Augusta. Wraz z jego przedwczesną śmiercią w 2 n.e. Kwiryniusz poślubił Lepidę, lecz jakiś czas później rozwiódł się. W tym samym roku August wyznaczył Kwiryniusza na kierownika jego drugiego wnuka, Gajusza Cezara, w jego wschodniej ekspedycji. Jako jego główny doradca, miał zastąpić na tym stanowisku Marka Lolliusza, który zmarł w tym czasie w niesławie. Jednakże sam Gajusz także umarł niedługo potem, w 4 n.e.

## Namiestnik Syrii
W 6 n.e. Kwiryniusz został legatem jednej z najważniejszych prowincji imperium, Syrii. Pod koniec panowania Augusta stacjonowały tam cztery legiony (III Gallica, VI Ferrata, X Fretensis, XII Fulminata). Archelaos, syn Heroda Wielkiego, który wtedy rządził Judeą właściwą, Idumeą i Samarią, odziedziczył po swym ojcu przede wszystkim wady. W wyniku wielokrotnych skarg ciemiężonej ludności August postanowił zesłać Archelaosa do Wienny w południowej Galii, a jego ziemie przyłączyć wprost do sąsiedniej prowincji syryjskiej. To zadanie miał wykonać Kwiryniusz. Pierwszym posunięciem, jakie z konieczności nasuwało się w związku z obejmowaniem nowych ziem, było dokonanie spisu ludności i jej majątków, jak również i prywatnego majątku Archelaosa. Było to niezbędne ponieważ własność prywatna Archelaosa ulegała konfiskacie, ludność zaś Judei miała odtąd podlegać (jak ludność wszystkich prowincji) rzymskiemu systemowi podatkowemu. Jednocześnie Judea otrzymała regionalnego namiestnika (praefectus) jako zarządcę – pierwszym został Koponiusz. Wiadomość o przygotowaniu spisu wywołała wśród Żydów gwałtowny opór. Arcykapłan Joazar syn Boetosa, próbował uspokoić wzburzoną ludność, jednak niezadowolenie utrzymywało się i doprowadziło do wybuchu powstania zelotów pod wodzą Judy Galilejczyka. Rewolta została szybko stłumiona przez Rzymian. Po zakończeniu spisu ludności Kwiryniusz pozbawił godności kapłańskiej ówczesnego arcykapłana i na jego miejsce powołał Annasza syna Setiego. Opis tego spisu przedstawił żyjący w I wieku n.e. Józef Flawiusz. Kwiryniusz pozostał namiestnikiem Syrii do 9 n.e., kiedy to wrócił do Rzymu jako bliski towarzysz Tyberiusza.
Ewangelia Łukasza podaje, że Jezus Chrystus narodził się za czasów panowania króla Heroda Wielkiego w Judei, podczas trwania pierwszego spisu ludności gdy Syrią zarządzał Kwiryniusz. Większość historyków uważa, że Łukasz odnosi się do spisu z 6 n.e., błędnie umieszczając je za życia Heroda. Część zaś uważa, że nie pomylił się, lecz wspomniał o wcześniejszym spisie, nie zanotowanym u Józefa Flawiusza. O spisie ludności z 6 n.e. wspomniał natomiast w Dziejach Apostolskich.

## Powrót do Rzymu
W 16 n.e. Libon Druzus, krewny Kwiryniusza, został oskarżony o przygotowywanie zamachu stanu. Tyberiusz nakazał sprzedać jego niewolników agentom państwowym aby z zachowaniem uchwały senatu można było przeciw Libonowi niewolników przesłuchać. Obwiniony prosił o zwłokę do następnego dnia, udał się do domu i Kwiryniuszowi ostatnie prośby do cesarza zlecił. Odpowiedź brzmiała, żeby swą prośbę do senatu skierował. Tymczasem dom jego otoczyli żołnierze i Libon, nie widząc ratunku, popełnił samobójstwo.
W 20 n.e. Kwiryniusz bezpodstawnie oskarżył Lepidę, jakoby miała fałszywie podawać, że jest matką dziecka z nim. Dodał nadto zarzuty chęcią otrucia go lata temu oraz wypytywania astrologów o przyszłość rodziny cesarza. Bronił ją jej brat, Maniusz Lepidus. Ta okoliczność, że Kwiryniusz jeszcze nawet po ogłoszeniu rozwodu wrogo się do niej odnosił, obudziła ku niej litość, aczkolwiek według Tacyta, miała złą sławę i była winna. Podczas dni poświęconych igrzyskom, które między śledztwem wypadły, udała się Lepida w towarzystwie dostojnych niewiast do teatru Pompejusza, a wzywając wśród płaczliwych lamentów przodków swoich i Pompejusza, którego dziełem był ten budynek i którego stojące tam posągi rzucały się w oczy, tak wielkie obudziła współczucie, że ludzie we łzach się rozpływali i okropne przekleństwa miotali głośno na Kwiryniusza, który był już w podeszłym wieku, niezmiernie bogaty, bezdzietny i całkiem nieznany z pochodzenia dla mieszkańców stolicy. Potem pod torturami niewolników, według Tacyta, miały wyjść na jaw jednak jej nikczemności i przyłączono się do wniosku Rubeliusza Blandusa o wygnaniu jej. Teraz dopiero wyjawił Tyberiusz, że wiadomo mu było także przez niewolników Kwiryniusza, iż Lepida usiłowała go otruć. Skazał więc ją na banicję, by zyskać sobie względy jej byłego męża. Rok później Kwiryniusz zmarł i Tyberiusz zażądał od senatu, aby urządzono mu publiczny pogrzeb na koszt państwa. Wychwalał także przysługi jakie doświadczył od Kwiryniusza podczas wygnania na Rodos. Według Tacyta, wszyscy inni nie zachowali jednak o nim miłego wspomnienia, gdyż na starość brudnym był skąpcem i nadmierne miał wpływy.

## Inskrypcje
| Lapis Venetus |
| --- |
| Q(uintus) Aemilius Q(uinti) f(ilius) Pal(atina) Secundus [in] castris divi Aug(usti) [sub] P(ublio) Sulpi[c]io Quirinio le[g(ato) Aug(usti)] [Ca]esaris Syriae honori bus decoratus pr[a]efect(us) cohort(is) Aug(usti) I pr[a]efect(us) cohort(is) II classicae idem iussu Quirini censum egi Apamenae civitatis mil lium homin(um) civium CXVII idem missu Quirini adversus Ituraeos in Libano monte castellum eorum cepi et ante militiem praefect(us) fabrum delatus a duobus co(n)s(ulibus) ad ae rarium et in colonia quaestor aedil(is) II duumvir II pontifexs ibi positi sunt Q(uintus) Aemilius Q(uinti) f(ilius) Pal(atina) Secundus f(ilius) et Aemilia Chia lib(erta) h(oc) m(onumentum) amplius h(eredem) n(on) s(equetur) |

O Kwiryniuszu oraz jego spisie ludności wspomina także inskrypcja Emiliusza Sekundusa zwana Lapis Venetus. Jest ona skatalogowana w Corpus Inscriptionum Latinarum (CIL) w tomie III, pod nr 6687, a w Inscriptiones Latinae Selectae (ILS) pod nr 2683. Jest to łacińskie epitafium na kamieniu nagrobnym z greckiego marmuru. Jakiś czas przed 1674 przypłynęła do Wenecji z Syrii, prawdopodobnie z Bejrutu, służąc na statku jako część balastu okrętowego. W tym roku została skopiowana przez Orsato Patavinusa. Następnie inskrypcja zaginęła, natomiast tekst kopii uznany został przez historyków za fałszerstwo. Dopiero odkrycie w 1880 w Wenecji dolnej połowy inskrypcji przekonało Theodora Mommsena o autentyczności epitafium. Jego komentarz został uznany powszechnie za przekonujący. Inskrypcja mówi o osiągnięciach rzymskiego ekwity z tribusu Palatyńskiego, Emiliusza Sekundusa, który służył pod dowództwem Kwiryniusza gdy ten był legatem prowincji syryjskiej i przeprowadził zarządzony przez niego spis syryjskiego miasta Apameny. Cenzus ten wykazał 117 000 obywateli, a po uwzględnieniu kobiet, dzieci i niewolników ludność musiała liczyć kilkaset tysięcy. Terytorium tego miasta obejmowało większość środkowej doliny Orontu, południową część Masywu Wapiennego północno-wschodniej Syrii oraz step niemalże po Palmyrę. Dlatego większość ludności musieli stanowić mieszkańcy licznych wsi na jej terytorium. Emiliusz został także przez Kwiryniusza wysłany przeciwko Iturejczykom w góry Libanu. Epitafium zostało napisane w pierwszej osobie. Polskie tłumaczenie inskrypcji brzmi następująco:
Kwintus Emiliusz Sekundus, syn Kwintusa, Palatyńczyk, w obozie boskiego Augusta pod dowództwem Publiusza Sulpicjusza Kwiryniusza, posła Cezara Augusta w Syrii, dostąpił zaszczytnych urzędów; prefekt I kohorty Augusta, prefekt II kohorty morskiej. Z rozkazu Kwiryniusza wykonałem spis ludności w Apamenie, gminie liczącej 117 000 obywateli. Posłany (przez) Kwiryniusza przeciw Iturejczykom na górze Liban zdobyłem ich twierdzę. Przed służbą wojskową prefekt rzemieślników, przez dwóch konsulów odesłany do skarbca, kwestor w Kolonii, dwakroć edyl, dwakroć duumwir, pontyfik. Tu złożeni są: Kwintus Emiliusz Sekundus, syn Kwintusa, Palatyńczyk, mój syn i Emilia Chia – moja wyzwolenica. Ten grobowiec nie przejdzie dalej na spadkobiercę.
O Kwiryniuszu dodatkowe informacje dają także dwie inskrypcje znalezione w 1912 i 1913 w Antiochi Pizydyjskiej przez Williama Ramsaya. Są skatalogowane w L’Année épigraphique (AE) pod nr 1913, 235 i 1914, 260. Oba są częściami podstawy posągu Gajusza Karystaniusza Sergiusza. Wynika z nich, że Kwiryniusz był honorowym duumwirem tej kolonii rzymskiej. Jedyna rzecz jaka może ułatwić datowanie pierwszej inskrypcji jest wzmianka, że Sergiusz był pierwszym człowiekiem któremu postawiono posąg przez publiczny dekret (innymi słowy legislatura miasta głosowała by pokryć jej koszty). Prawdopodobnie nie wydarzyło się to zbyt długo po powstaniu miasta, a jako że Colonia Caesareia Antiocheia została ufundowana między 25 a 11 p.n.e., to tylko po tym czasie dekurionowie używaliby publicznych dekretów, ponieważ to oni składali się na radę miasta pod rzymską kontrolą. Według Ramsaya, Kwiryniusz został wybrany duumwirem w 8 p.n.e. i prawdopodobnie z tego roku pochodzi inskrypcja.
| Pierwsza inskrypcja z Antiochii | Pierwsza inskrypcja z Antiochii |
| --- | --- |
| C(aio) Carista[nio] C(ai) f(ilio) Ser(gia) Front[oni] Caesiano Iul[io] praef(ecto) fabr(um) pont[if(ici)] sacerdoti prae[f(ecto)] P(ubli) Sulpici Quirini iiv[iri] praef(ecto) M(arci) Servili Huic primo omnium publice d(ecreto) d(ecurionum) statua posita est                      | Gajuszowi Karystaniuszowi, synowi Gajusza Sergiusza, Frontonowi Cezjanowi Juliuszowi – prefektowi rzemieślników, pontyfikowi, kapłanowi, prefektowi Publiusza Sulpicjusza Kwiryniusza duumwira, prefektowi Marka Serwiliusza – temu, pierwszemu ze wszystkich, na mocy publicznego dekretu rady dekurionów, posąg został postawiony. |
| Druga inskrypcja z Antiochii | |
| C(aio) Caristanio [C(ai) f(ilio) Ser(gia)] Frontoni Caesiano Iulio praef(ecto) fabr(um) trib(uno) mil(itum) leg(ionis) XII Fulm(inatae) praef(ecto) coh(ortis) Bos[p(oranorum)] pontif(ici) praef(ecto) P(ubli) Sulpici Quirini iivir(i) praef(ecto) M(arci) Servili praef(ecto) [...] | Gajuszowi Karystaniuszowi, synowi Gajusza Sergiusza, Frontonowi Cezjanowi Juliszowi – prefektowi rzemieślników, trybunowi wojskowemu Legionu XII Gromowładnego, prefektowi kohorty bosforskiej, pontyfikowi, prefektowi Publiusza Sulpicjusza Kwiryniusza duumwira, prefektowi Marka Serwiliusza, prefektowi [...]                   |

Istnieje też tzw. kamień tyburtyński, będący fragmentem kamienia nagrobnego, odkryty w 1764, na którym umieszczony jest fragment łacińskiego epigrafu, mówiący o karierze nieznanego nam senatora rzymskiego z czasów cesarza Augusta. Niektórzy uczeni uważają, że inskrypcja ta dotyczy Kwiryniusza, choć proponowani są także inni senatorowie. Wśród historyków do dziś trwa debata w tej sprawie.